# Adrian Chomiuk
Adrian Chomiuk (Biała Podlaska, 23 giugno 1988) è un ex calciatore polacco, di ruolo difensore.

## Caratteristiche tecniche
È un terzino destro d'attitudine offensiva, veloce e bravo nell'uno contro uno.

## Carriera

### Club
Chomiuk ha giocato nelle giovanili del TOP 54 Biała Podlaska, per poi passare in quelle del Gwarek Zabrze. Per il Gwarek Zabrze ha esordito anche in prima squadra, in Klasa A. A seguito della promozione della stagione 2005-2006, nell'annata successiva ha militato in Liga okręgowa.
Nel 2007, Chomiuk è stato messo sotto contratto dal Polonia Bytom, compagine di I liga. Ha debuttato nella massima divisione locale in data 6 ottobre, quando ha sostituito Jakub Dziółka nella vittoria per 0-3 in casa del GKS Bełchatów. Ha giocato 7 partite nel campionato 2007-2008.
Successivamente è stato prestato, nell'ordine, al Kolejarz Stróże, al Polonia Słubice (entrambe le esperienze in II liga) e allo MKS Mielnik (in III liga). È poi tornato al Polonia Bytom a gennaio 2010 e dove è rimasto fino a febbraio 2012, totalizzando 44 presenze, 25 delle quali in massima divisione.
A febbraio 2012, Chomiuk si è trasferito al Bytovia Bytów, in II liga. Ha giocato la prima partita con questa maglia il 17 marzo, impiegato da titolare nel pareggio interno per 2-2 contro il Czarni Żagań. Ha disputato 13 partite in questa porzione di stagione in squadra.
Nell'estate successiva, Chomiuk è passato al GKS Tychy, in I liga. Ha esordito in squadra il 15 agosto 2012, schierato titolare nel pareggio a reti inviolate in casa dello Zawisza Bydgoszcz. È rimasto in squadra per un biennio, passato tutto in I liga, in cui ha totalizzato complessivamente 58 presenze in campionato.
Il 29 giugno 2014, il Nieciecza ha ufficializzato l'ingaggio di Chomiuk, che si è legato al nuovo club con un contratto annuale. Ha debuttato in squadra l'11 aprile 2005, subentrando a Dawid Plizga nella sconfitta per 2-1 arrivata sul campo del Widzew Łódź. Ha giocato 11 partite di campionato nel corso di quella stagione, in cui ha contribuito al 2º posto finale del club ed alla conseguente promozione in Ekstraklasa. Il 29 luglio 2015 ha segnato l'unica rete con questa maglia, nella sconfitta per 2-1 contro lo Stargard Szczecińsk nel primo turno della Puchar Polski. Ha lasciato il Nieciecza nel corso di quella stessa finestra di trasferimento, congedandosi con 12 presenze e una rete tra campionato e coppa.
Il 18 agosto 2015, il Bytovia Bytów ha confermato il ritorno in squadra di Chomiuk. È tornato a vestire la casacca del club in I liga, schierato titolare nel pareggio per 2-2 sul campo del Wigry Suwałki, in data 22 agosto. Il 6 maggio 2016 ha segnato il primo gol in squadra, con cui ha contribuito alla vittoria per 3-0 sullo Zagłębie Sosnowiec. Ha totalizzato 22 presenze e una rete in stagione, attraverso cui ha contribuito all'8º posto finale della sua squadra.
Il 7 settembre 2016, i norvegesi dell'Asker – militanti in 2. divisjon, terzo livello del campionato norvegese – hanno annunciato d'aver ingaggiato Chomiuk. Ha esordito in squadra il 10 settembre, schierato in campo in sostituzione di Behajdin Celina nel pareggio casalingo per 0-0 contro il Notodden. Ha disputato 6 partite in squadra, in questa porzione di stagione.
In vista della stagione 2017 è passato al Flint, in 4. divisjon.

## Statistiche

### Presenze e reti nei club
Statistiche aggiornate al 30 settembre 2020.
| Stagione             | Club                 | Campionato           | Campionato | Campionato | Coppe nazionali | Coppe nazionali | Coppe nazionali | Coppe continentali | Coppe continentali | Coppe continentali | Supercoppe | Supercoppe | Supercoppe | Totale | Totale |
| Stagione             | Club                 | Comp                 | Pres       | Reti       | Comp            | Pres            | Reti            | Comp               | Pres               | Reti               | Comp       | Pres       | Reti       | Pres   | Reti   |
| -------------------- | -------------------- | -------------------- | ---------- | ---------- | --------------- | --------------- | --------------- | ------------------ | ------------------ | ------------------ | ---------- | ---------- | ---------- | ------ | ------ |
| 2005-2006            | Gwarek Zabrze        | A                    | ?          | ?          | CP              | ?               | ?               | -                  | -                  | -                  | -          | -          | -          | ?      | ?      |
| 2006-2007            | Gwarek Zabrze        | LO                   | ?          | ?          | CP              | ?               | ?               | -                  | -                  | -                  | -          | -          | -          | ?      | ?      |
| Totale Gwarek Zabrze | Totale Gwarek Zabrze | Totale Gwarek Zabrze | ?          | ?          |                 | ?               | ?               |                    | -                  | -                  |            | -          | -          | ?      | ?      |
| 2007-2008            | Polonia Bytom        | 1L                   | 7          | 0          | CP              | ?               | ?               | -                  | -                  | -                  | -          | -          | -          | 7+     | 0+     |
| lug.-dic. 2008       | Kolejarz Stróże      | 2L                   | ?          | ?          | CP              | ?               | ?               | -                  | -                  | -                  | -          | -          | -          | ?      | ?      |
| gen.-giu. 2009       | Polonia Słubice      | 2L                   | ?          | ?          | CP              | ?               | ?               | -                  | -                  | -                  | -          | -          | -          | ?      | ?      |
| 2009-gen. 2010       | MKS Mielnik          | 3L                   | ?          | ?          | CP              | ?               | ?               | -                  | -                  | -                  | -          | -          | -          | ?      | ?      |
| gen.-giu. 2010       | Polonia Bytom        | EK                   | 3          | 0          | CP              | -               | -               | -                  | -                  | -                  | -          | -          | -          | 3      | 0      |
| 2010-2011            | Polonia Bytom        | EK                   | 15         | 0          | CP              | 1               | 0               | -                  | -                  | -                  | -          | -          | -          | 16     | 0      |
| 2011-feb. 2012       | Polonia Bytom        | 1L                   | 19         | 0          | CP              | 2               | 0               | -                  | -                  | -                  | -          | -          | -          | 21     | 0      |
| Totale Polonia Bytom | Totale Polonia Bytom | Totale Polonia Bytom | 44         | 0          |                 | 3+              | 0+              |                    | -                  | -                  |            | -          | -          | 47+    | 0+     |
| feb.-giu. 2012       | Bytovia Bytów        | 2L                   | 13         | 0          | CP              | -               | -               | -                  | -                  | -                  | -          | -          | -          | 13     | 0      |
| 2012-2013            | GKS Tychy            | 1L                   | 28         | 0          | CP              | ?               | ?               | -                  | -                  | -                  | -          | -          | -          | 28+    | 0+     |
| 2013-2014            | GKS Tychy            | 1L                   | 30         | 0          | CP              | 3               | 0               | -                  | -                  | -                  | -          | -          | -          | 33     | 0      |
| Totale GKS Tychy     | Totale GKS Tychy     | Totale GKS Tychy     | 58         | 0          |                 | 3+              | 0+              |                    | -                  | -                  |            | -          | -          | 61+    | 0+     |
| 2014-2015            | Nieciecza            | 1L                   | 10         | 0          | CP              | 0               | 0               | -                  | -                  | -                  | -          | -          | -          | 10     | 0      |
| lug.-ago. 2015       | Nieciecza            | EK                   | 1          | 0          | CP              | 1               | 1               | -                  | -                  | -                  | -          | -          | -          | 2      | 1      |
| Totale Nieciecza     | Totale Nieciecza     | Totale Nieciecza     | 11         | 0          |                 | 1               | 1               |                    | -                  | -                  |            | -          | -          | 12     | 1      |
| ago. 2015-2016       | Bytovia Bytów        | 1L                   | 21         | 1          | CP              | -               | -               | -                  | -                  | -                  | -          | -          | -          | 21     | 1      |
| set.-dic. 2016       | Asker                | 2D                   | 6          | 0          | CN              | -               | -               | -                  | -                  | -                  | -          | -          | -          | 6      | 0      |
| 2017                 | Flint                | 4D                   | ?          | ?          | CN              | ?               | ?               | -                  | -                  | -                  | -          | -          | -          | ?      | ?      |
| 2018                 | Flint                | 4D                   | ?          | ?          | CN              | ?               | ?               | -                  | -                  | -                  | -          | -          | -          | ?      | ?      |
| Totale Flint         | Totale Flint         | Totale Flint         | ?          | ?          |                 | ?               | ?               |                    | -                  | -                  |            | -          | -          | ?      | ?      |
| 2019                 | Eik-Tønsberg         | 4D                   | 20         | 6          | CN              | 2               | 1               | -                  | -                  | -                  | -          | -          | -          | 22     | 7      |
| Totale               | Totale               | Totale               | 173+       | 7+         |                 | 9+              | 2+              |                    | -                  | -                  |            | -          | -          | 182+   | 9+     |